# كالفين جونسون (موسيقي)
كالفين جونسون (بالإنجليزية: Calvin Johnson)‏ هو موسيقي ومغني وعازف قيثارة وملحن ودي جيه أمريكي، ولد في 1 نوفمبر 1962 في أولمبيا في الولايات المتحدة.

## وصلات خارجية
- كالفين جونسون على موقع ميوزك برينز (الإنجليزية)
- كالفين جونسون على موقع ميوزك برينز (الإنجليزية)
- كالفين جونسون على موقع أول ميوزيك (الإنجليزية)
- كالفين جونسون على موقع ديسكوغز (الإنجليزية)
- كالفين جونسون على موقع ديسكوغز (الإنجليزية)